# Tambourin Club londonien
Maillots

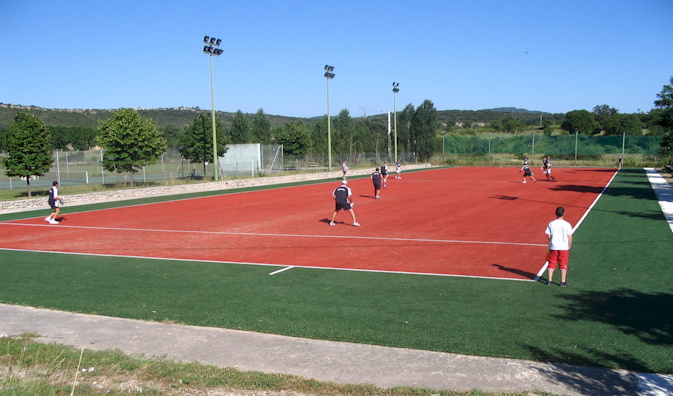
Terrain de l'Avenue de la Garenne

Le Tambourin Club Londonien est un club français de balle au tambourin localisé à Notre-Dame-de-Londres (Hérault). Le club est fondé en 1993. Ses couleurs sont le blanc, le orange et le bleu. Les deux équipes fanions du club évoluent, avec succès, parmi l'élite : Championnat de France de balle au tambourin et Championnat de France de balle au tambourin féminin.

## Histoire
Les féminines remportent la première édition de la Coupe d'Europe des clubs champions en 2001. Ce titre reste, à ce jour, le seul remporté par une équipe française. Les joueuses alignées étaient Nadège Charles, Céline Lorang, Elodie Lorang, Christelle Morard, Julie Poulain, Séverine Tessier et Anne Thomas.
Le club dispose depuis avril 2008 d'un terrain doté d'un revêtement synthétique.
En 2013, les féminines remportent une deuxième fois la Coupe d'Europe des clubs champions. Le TCL reste, à ce jour, le seul club français à avoir remporté une coupe d'Europe en extérieur. Les joueuses alignées étaient Nadège Charles, Julie Charles, Anne Thomas, Coralie Lecerf-Barral, Rizlaine Rifaï et Hyacinthe Barral.

## Palmarès

### Palmarès masculin
- Champion de France : 1996, 1998, 1999, 2001 et 2004[2].
- Vainqueur de la Coupe de France : 1996, 1997, 1998, 1999, 2000, 2001, 2003, 2004 et 2009[3].
- Vainqueur du Tambourin d'or : 1995, 1996, 1997, 2000, 2001 et 2002.
- Vainqueur de la super coupe : 2010[4].

### Palmarès féminin
- Champion de France : 1997, 1998, 1999, 2000, 2001, 2002, 2003, 2004, 2005, 2017, 2018, 2019, 2020, 2021, 2022 et 2024.
- Vainqueur de la Coupe de France : 2002, 2003, 2004, 2005, 2007, 2013, 2018, 2019, 2021, 2022, 2024[3].
- Vainqueur de la Coupe d'Europe des clubs champions : 2001, 2013 et 2018[5].
- Vainqueur de la super coupe : 2014, 2015, 2018, 2021, 2022[4].